# Kiirassaare laht
Kiirassaare laht är en vik i Estland. Den ligger i landskapet Saaremaa (Ösel), i den västra delen av landet, 200 km sydväst om huvudstaden Tallinn. 
Kiirassaare laht ligger på ön Ösels västkust och avgränsas i sydväst av udden Kuusnõmme poolsaar och i nordöst av halvön Papissaare poolsaar. Den är en del av den större viken Kihelkonna laht och vid dess inre strand ligger byn Kiirassaare. Ån Vesiku jõgi mynnar i viken. Det ligger flera öar i Kiirassaare laht och i dess omgivning, störst är Vilsandi som ligger fem kilometer åt nordväst.
Årsmedeltemperaturen i trakten är 4 °C. Den varmaste månaden är juli, då medeltemperaturen är 18 °C, och den kallaste är februari, med −8 °C.